# Hemphill
Hemphill é uma cidade localizada no estado norte-americano de Texas, no Condado de Sabine.

## Demografia
Segundo o censo norte-americano de 2000, a sua população era de 1106 habitantes.
Em 2006, foi estimada uma população de 1074, um decréscimo de 32 (-2.9%).

## Geografia
De acordo com o United States Census Bureau tem uma área de 6,3 km², dos quais 6,2 km² cobertos por terra e 0,1 km² cobertos por água. Hemphill localiza-se a aproximadamente 86 m acima do nível do mar.

## Localidades na vizinhança
O diagrama seguinte representa as localidades num raio de 32 km ao redor de Hemphill.